# Excelsotarsonemus
Genre
Excelsotarsonemus est un genre d'acariens de la famille des Tarsonemidae.

## Liste des espèces
Selon BioLib (14 février 2023) :
- Excelsotarsonemus caravelis

Selon GBIF (14 février 2023) :
- Excelsotarsonemus caravelis Rezende, Lofego, Ochoa & Bauchan, 2015
- Excelsotarsonemus tupi Rezende, Lofego, Ochoa & Bauchan, 2015

Selon IRMNG (14 février 2023) :
- Excelsotarsonemus kaliszewskii Ochoa, Naskrecki & Colwell, 1995 (espèce type)
- Excelsotarsonemus kimhansenae
- Excelsotarsonemus mariposa

## Publication originale
- (en) Ronald Ochoa, Piotr Naskrecki et Robert K. Colwell, « Excelsotarsonemus kaliszewskii, a new genus and new species from Costa Rica (Acari: Tarsonemidae) », International Journal of Acarology, Taylor & Francis, vol. 21, no 2,‎ juin 1995, p. 67-74 (ISSN 0164-7954 et 1945-3892, OCLC 03357196, DOI 10.1080/01647959508684045).